# Bataille de Khan Touman
Guerre civile syrienne
Batailles
La bataille de Khan Touman a lieu du 5 au 11 mai 2016 pendant la guerre civile syrienne.

## Déroulement
Le 5 mai 2016, en fin d'après-midi, les rebelles lancent une offensive sur Khan Touman, au sud-ouest d'Alep. Cette localité était tombée aux mains du régime le 20 décembre 2015. L'attaque commence par une charge de véhicules blindés suicide sur les lignes loyalistes, certains sont détruits avant d'atteindre leurs cibles. Les fantassins rebelles lancent ensuite l'assaut sur trois axes.
Les groupes rebelles qui prennent part aux combats sont le Front al-Nosra, Ahrar al-Cham, l'Armée syrienne libre — avec Jaych al-Nasr et l'Armée des Moudjahidines — Jound al-Aqsa, le Parti islamique du Turkestan, Ajnad al-Cham, Liwa al-Haqq (en) et Jaych al-Sunna,,,. Khan Touhman est défendue par les forces iraniennes du Corps des Gardiens de la révolution islamique et de la 25e division de Kerbala de l'armée régulière iranienne, l'armée syrienne et des milices chiites ; les Libanais du Hezbollah, les Afghans de la Brigade des Fatimides et des Irakiens du Harakat Hezbollah al-Nujaba et de l'Organisation Badr,,,,,.
L'artillerie de l'armée syrienne et l'aviation du régime entrent en action pour tenter de repousser les assaillants,. Des combats très violents ont lieu pendant toute la nuit, mais le matin du 6 mai, Khan Touman est aux mains des rebelles. Les loyalistes tentent ensuite une contre-offensive, mais sans succès.

## Pertes
Le 6 mai, l'Observatoire syrien des droits de l'homme (OSDH) donne un premier bilan d'au moins 43 morts dans les rangs rebelles contre 30 tués du côté des loyalistes,. Selon des médias iraniens, 13 membres du Corps des Gardiens de la révolution islamique sont tués et 21 blessés à Khan Touman, douze corps de militaires iraniens sont aux mains des rebelles après les combats. Le 7 mai, le bilan de l'OSDH pour les combats à Khan Touman monte à 62 morts du côté des loyalistes — dont 20 Iraniens, 15 Afghans, 6 Libanais du Hezbollah et 8 Irakiens du Harakat Hezbollah al-Nujaba — et 57 morts du côté des rebelles,. Le 11 mai, le bilan passe à au moins 94 morts côté rebelle et 79 morts côté loyaliste, dont 20 Iraniens, 21 Afghans, 18 soldats de l'armée syrienne, 6 miliciens du Hezbollah et 8 miliciens du Harakat Hezbollah al-Nujaba, ainsi que 300 blessés dans les deux camps. De son côté The Long War Journal fait état d'au moins 80 morts côté loyalistes, dont 11 miliciens du Harakat Hezbollah al-Nujaba et deux brigadiers-généraux iraniens, Javad Dourbin et Shafi Shafii, membre pour ce dernier de la Force Al-Qods,. Cinq ou six militaires iraniens sont également faits prisonniers,.

## Vidéographie
- [vidéo] Syrie : la violence des combats filmés par un drone, Le Monde, 6 mai 2016.